# So Wrong, It's Right
So Wrong, It's Right – drugi studyjny album amerykańskiego zespołu pop punk All Time Low, wydany przez Hopeless Records 25 Września 2007 r. Zespół zaczął nagrywanie 18 kwietnia 2007. Producentem jest Matt Squire.

## Lista piosenek
Źródło.
1. "This is How We Do" - 2:29
2. "Let It Roll" – 3:00
3. "Six Feet Under the Stars" – 3:36
4. "Holly (Would You Turn Me On?)" – 3:52
5. "The Beach" – 3:01
6. "Dear Maria, Count Me In" – 3:02
7. "Shameless" – 3:41
8. "Remembering Sunday" feat. Juliet Simms – 4:16
9. "Vegas" – 2:49
10. "Stay Awake (Dreams Only Last for a Night)" – 3:34
11. "Come One, Come All" – 3:32
12. "Poppin' Champagne" – 3:19